# Jarmil Burghauser
Œuvres principales
Catalogue Burghauser
Jarmil Michael Burghauser (né Jarmil Michael Mokrý) est un compositeur, chef d'orchestre et musicologue tchèque, né le 21 octobre 1921 à Písek en Bohême (actuelle République tchèque), et mort à Prague le 19 février 1997.

## Biographie
Jarmil Burghauser a étudié la composition (1933-1949) avec Jaroslav Křička et Jeremíaš et la direction d'orchestre (1940-1946) avec Václav Talich et Pavel Dědeček au Conservatoire de Prague. Il étudie également la musicologie et la psychologie à l'université de Prague (1945-1948). De 1946 à 1950, il est chef de chœur au Théâtre national de Prague.
C'est en 1950, qu'il change son nom de Mokty en celui de Burghauser, nom de jeune fille de sa mère, peintre distinguée divorcée de son père. À partir de ce moment là, il se dévoue exclusivement à la composition et à la musicologie. Il a même été employé un certain temps par les studios cinématographiques d'État. Il est devenu membre des comités éditoriaux de Dvořák, Fibich et Janacek. Après le Printemps de Prague, il s'attire la défaveur du régime communiste de son pays et adopte le pseudonyme de Michal Hájků.

## Analyse de l'œuvre
Sa musique est imprégnée de l'héritage de Dvořák comme on peut l'entendre dans son ballet Honza a Ĉert (Johnny et le diable) en 1954.Cependant on peut discerner l'influence conjointe de Novak et Martinu dans d'autres œuvres postérieures. Il est de même sensible au néoclassicisme de Prokofiev. 
En 1957, il obtient son plus grand succès avec Arlequin serviteur de deux maitres  d'après Goldoni. Dans les années 60, le style de Burghauser évolue vers la technique sérielle sous le nom de sérialisme harmonique .Celui-ci a influencé son opéra Le Pont monté en 1967.
Sur la fin de sa vie, il consacre de plus en plus de temps à la musicologie et  à l'écriture. Il publie le catalogue thématique des œuvres de Janacek et la deuxième édition de celui de Dvořák paraît le lendemain de sa mort.      
Les œuvres d'Antonín Dvořák sont aujourd'hui communément référencées par les numéros du Catalogue Burghauser (qui remplacent les numéros d'opus très souvent confus ou absents). Le Catalogue Burghauser fait aujourd'hui autorité et donne la liste dans l'ordre chronologique des œuvres de Dvořák. Les morceaux écrits par Dvořák n'ont pas été publiés dans l'ordre de leur composition, et l'éditeur a donné à ces œuvres des numéros d'opus correspondant à leur date de publication. Burghauser a de manière essentielle permis de mettre de l'ordre dans toute cette confusion.

## Œuvres

### Opéras
- Alladine et Palomide, d'après Maurice Maeterlinck, 1934, réécrit en 1944
- Lakomec (« L'avare »), 1949
- Karolinka a lhář (« Caroline et le menteur »), 1953
- Most (« Le Pont »), anti-opéra, 1963-64

### Ballets
- Honza a čert (« Honza et le diable »), 1954
- Sluha dvou pánů (« Serviteur de deux maîtres »), 1957
- Tristam a Izalda, 1968-69

### Musique symphonique
- Symphonie nº 1, 1933, rév. 1974
- Symphonie nº 2, 1935, rév. 1979
- Symphonie nº 3, 1938, rév. 1950 et 1959
- Furiant, 1936, rév. 1970
- Rondo de Printemps, 1937
- Suite, pour orchestre de chambre, 1939, rév. 1977
- Concerto pour quintette à vent et cordes, 1942, créé à Prague le 12 février 1948
- Toccata, pour orchestre de chambre, 1947
- Variations symphoniques, 1952
- Sonate, 1954
- Suite symphonique, 1957
- Sedm reliéfů (« 7 Reliefs »), 1962, créé à Prague le 19 février 1963
- Cesty (« Les Chemins »), cycle de 8 mouvements pour cordes, percussion, cymbalum et guitare électrique, 1964, créé à Prague le 21 février 1965
- Barvy v čase (« Couleurs en temps »), créé à Wexford, Irlande le 25 octobre 1967
- Strom života (« L'Arbre de vie »), créé à Graz, Autriche le 22 octobre 1969
- Ciaconna per il fin d'un tempo, pour piano et orchestre, 1981-82

### Musique de chambre
- Quatuor à cordes nº 1, 1934, rév. 1953
- Quatuor à cordes nº 2, 1938, rév. 1953
- Quatuor à cordes nº 3, 1941
- Quatuor à cordes nº 4, 1944
- Quatuor à cordes nº 5, 1944-1951
- Quintette à vent nº 1, 1935, rév. 1945
- Quintette à vent nº 2, 1935
- Quintette à vent nº 3, 1939
- Quintette à vent nº 4, 1940
- Trio pour flûte, alto et guitare nº 1, 1939
- Trio pour flûte, alto et guitare nº 2, 1962
- Sonate pour guitare, 1943
- Partita, pour deux flûtes, 1945, rév. 1982
- Možnosti (« Possibilités »), pour clarinette, cymbalum et percussion (1965)
- Deset Skic (« Dix esquisses »), pour flûte seule, 1965
- Patero zamyšlení (« 5 Méditations »), pour alto et guitare, 1966
- Pĕt barevných strepin (« 5 Éclats de couleur »), pour harpe seule, 1966
- Sarabande et Toccata pour guitare seule, 1968
- Druhá Suita, pour 6 clarinettes, 1970
- Neveselé vyprávĕni (« Triste conte »), sonate pour violon et piano, 1970
- Soumraky a svítání (« Crépuscules et Aubes »), pour clarinette basse et piano, 1971
- Stanze dell'ansieta e sperance, 5 mouvements pour flûte, hautbois, clavecin, violon, alto et violoncelle, 1971
- Plochy a čáry (« Surfaces et Lignes »), pour violon, violoncelle et guitare, 1972
- Partita, pour 2 flûtes, guitare et violoncelle, 1976

### Musique vocale
- Vĕčnáoblaka (« Les Nuages éternels »), petite cantate pour soprano, chœur et orchestre, 1942
- Le Trompettiste mystique, d'après Whitman, cantate, 1944
- Passion et Résurrection, cantate, 1937-1946, créée à Prague le 26 mai 1946
- Zeme zamyslena (« Le Pays pensif »), pour récitant, chœur de femmes et orchestre, 1966,  créé à Prague le 24 mars 1968
- Passion selon saint Luc, pour solistes et chœur a cappella, 1977

### Œuvres publiées sous le pseudonyme de «Michal Hájků»
- Danse burlesque pour orchestre, 1971
- Impressions indiennes, pour orchestre, New Delhi, novembre 1972
- Indiánská symfonie, pour orchestre, 1974
- Proprium de Nativitate, pour solistes, chœur, orgue et orchestre, 1978
- Sinfonia en fa, 1980
- Missa brevis pastoralis, pour solistes, chœur, orgue et orchestre, 1980

## Écrits
- Orchestrace Dvorakovych Slovanskych tancu (Orchestration des danses symphoniques d'Antonín Dvořák), (Prague, 1959)
- Antonín Dvořák - Tematicky katalog, bibliografie, prehled zivota a dila Antonín Dvořák - Catalogue thématique, bibliographie, brève biographie, (Prague, 1960) Édition Baerenreiter, 1960. 735 p.
- Antonín Dvořák - Tematicky katalog, bibliografie, Prehled zivota a díla Antonín Dvořák - Catalogue thématique, bibliographie, brève biographie, 2e édition révisée (Prague, 1996), Édition Bärenreiter Supraphon, 843 p.  (ISBN 80-7058-410-6)
- Akusticke zaklady orchestrace (Principes acoustiques fondamentaux de l'orchestration), avec Antonin Špelda), (Prague, 1967; en allemand, 1971)
- Instrumentation moderne, (commencé par Jan Rychlík et achevé par Burghauser) (Prague, 1968)